# 格林希尔斯
格林希尔斯是美国俄亥俄州汉密尔顿县的一个村，位于39°16′7″N 84°31′2″W / 39.26861°N 84.51722°W
，面积1.25平方英里（3.24平方），人口3,615人（2010年美国人口普查）。
该村是美国联邦政府在20世纪30年代大萧条期间规划建造的三个“绿带社区”之一（另外两个是马里兰州的格林贝尔特和威斯康辛州的格林代尔)，国际风格的联排别墅周围，被林带和自然景观环绕。该村的历史区以及村公所被列入国家史迹名录。